# Einarr Gilsson
Einarr Gilsson est un poète et officier islandais. Il a été le lögmaðr d’Islande du Nord et de l’Ouest, de 1367 à 1369. Il est déjà mentionné dans des lettres datées de 1339 et 1340, mais ses dates de naissance et mort restent inconnues. Il semble qu’il ait vécu à Skagafjörður.
Einarr est célèbre pour avoir écrit la Óláfs ríma Haraldssonar, une ríma de 65 vers (ferskeytt) sur saint Óláfr Haraldsson, roi de Norvège, souvent considérée comme la plus ancienne connue. Trois de ses poèmes ont aussi été conservés dans la Saga de Guðmundar d’Arngrímr Brandsson, à propos de l’évêque Guðmundur góði Arason ; ils consistent en un  dróttkvætt biographique, magnifiant les travaux de l’évêque, un court hrynhent sur la conversation entre Guðmundr et l’archevêque Þórir of Niðarós, et un flokkr sur la lutte de Guðmundr contre l’être surnaturel Selkolla.
Le philologue Finnur Jónsson décrit la poésie d’Einarr comme « un récit moral, sans aucun envol poétique »,, et dit qu’il ne doit pas être considéré comme un grand poète,.